# Rufus (Oregon)
Rufus is een plaats (city) in de Amerikaanse staat Oregon, en valt bestuurlijk gezien onder Sherman County.

## Demografie
Bij de volkstelling in 2000 werd het aantal inwoners vastgesteld op 268. In 2006 is het aantal inwoners door het United States Census Bureau geschat op 229, een daling van 39 (-14,6%).

## Geografie
Volgens het United States Census Bureau beslaat de plaats een oppervlakte van 3,2 km², waarvan 3,1 km² land en 0,1 km² water. Rufus ligt op ongeveer 65 m boven zeeniveau.

## Plaatsen in de nabije omgeving
De onderstaande figuur toont nabijgelegen plaatsen in een straal van 16 km rond Rufus.